# Skærfjorden
De Skærfjorden is een brede fjord in het Nationaal park Noordoost-Groenland in het oosten van Groenland.

## Geografie
De fjord is breed en onregelmatig en heeft een monding van meer dan 20 kilometer breed. Hij mondt in het oosten uit in de Groenlandzee, terwijl hij in het westen verschillende takken heeft.
De takken zijn (van noord naar zuid):
- Penthievrefjord
- H.G. Backlundfjord
- V. Clausenfjord
- C.F. Mourierfjord

Ten noorden van de fjord ligt het Nordmarken, in het westen Søndermarken en in het zuiden Germanialand.
Ten noordoosten van het fjord ligt het eiland Île de France.
De eerstvolgende grote baai ligt op ongeveer 50 kilometer naar het noorden met de Jøkelbugten en op ongeveer 50 kilometer naar het zuiden met de Dove Bugt.